# Димитър Кидон
Димитър Кидон (на гръцки: Δημήτριος Κυδώνης, Димитриос Кидонис) е византийски православен богослов, преводач, писател и държавник от XIV век.

## Биография
Роден е в 1324 година. Негов брат е видният теолог Прохор Кидон. Димитър Кидон има хуманистическо образование и е ученик на Нил Кавасила. Заема длъжността месадзон три поредни мандата по времето на трима императора – Йоан VI Кантакузин, Йоан V Палеолог и Мануил II Палеолог. Кидон има изключителен принос за развитието на късновизантийската култура и връзката ѝ с Италианския Ренесанс. Братята Кидонис и Никифор Григора изразяват несъгласие с възгледите на Григорий Палама, повлиян от исихазма. В 1354 се оттегля от държавническия пост и заминава за Италия, където изучава водещите среновековни теолози. Превежда на гръцки език трудовете на Тома Аквински. Под влияние на изследванията си до 1365 година става застъпник на съюза с Рим. В края на XIV век срещу паламизма неуспешно се обявява група от известни византийски томисти (последователи на Тома Аквински и привърженици на сближаването с латинския Запад), начело с братята Димитър и Прохор Кидон. През пролетта на 1365 година Кидон и известният политически деец Йоан Ласкарис Калофер преминават към католицизма. Кидонис изразява схващането, че:
| „ | ...новият Рим (т.е. Цариград, б.н.) трябва да тачи и признава наследството на римляните. | “ |

Кидон също така смята, че съюз с римокатолическия Запад срещу Османската империя е по-добра идея от съюз между православните народи на Балканите.
В 1396 година поради прокатолическите си възгледи е принуден да се оттегли на владения от Венеция Крит, където умира в 1398 година.